# 北極海鉄道
北極海鉄道(フィンランド語: Jäämeren radan、英: Arctic Ocean Railway)はフィンランドの鉄道網をノルウェー北端でバレンツ海に面したキルケネスの港に接続する計画である。

## 計画

赤線の経路が主に検討されている

北極海航路に接続する目的でラップランド地方とノルウェー北部を鉄道で結ぶ計画は、フィンランド鉄道庁によりおおむね5つのルートが検討された。
1. ロヴァニエミ-キルケネス
2. コラリ-キルナ（スウェーデン）-ナルヴィク
3. トルニオ-キルナ-ナルヴィク
4. コラリ-トロムソ
5. ケミヤルヴィ-ムルマンスク（ロシア）

このうちロヴァニエミとキルケネスを結ぶルートが最も実現性が高く、総コストは29億ユーロと試算されている。

## 論議
その後、フィンランドとノルウェーの二国間でサーミ人も含めた関係者の協議を行い、それぞれの長期的計画に組み入れることが必要であること、現状では資金計画が現実的でないことなどを結論としている。またサーミ人は鉄道がトナカイの生息地を縦断することに関して、環境と文化の両面から懸念を表明している。
その一方、アングリーバードやヘルシンキ・タリントンネルへの関与で知られる実業家ピーター・ヴェスターバッカは、民間資本で実現可能だとしてキルケネスの建設会社と設計・建設に関する基本合意書を交わしている。